# Fleabag
Fleabag és una sèrie de televisió britànica creada i escrita per Phoebe Waller-Bridge, adaptació d'un monòleg teatral propi, qui també interpreta el personatge principal. Produïda per Two Brothers Pictures i emesa per BBC Three i Amazon Prime Video.
Consta de dues temporades de sis capítols cadascuna. Es va estrenar el 21 de juliol de 2016 a BBC Three. L'últim episodi de la segona temporada es va emetre el 8 d’abril del 2019.
La sèrie va aconseguir sis Emmy d'onze nominacions dels Premis Emmy de l'any 2019, entre els quals destaquen Emmy a la millor comèdia, a la millor actriu en sèrie comèdia i millor guió, per Phoebe Waller-Bridge.

## Sinopsi
Fleabag és una dona jove londinenca, directa, vital i inconformista que passa per una crisi després de perdre la seva millor amiga amb qui havia muntat una cafeteria. Amb diàleg amb l'espectador, el personatge ens mostra des del seu punt de vista la seva inestable i frenètica vida sexual i amorosa i les complicades relacions amb la seva família.

## Repartiment
- Phoebe Waller-Bridge: Fleabag
- Sian Clifford: Claire, la germana de Fleabag
- Olivia Colman: madrastra de Fleabag
- Bill Paterson: pare de Fleabag
- Jenny Rainsford: Boo l’amiga de Fleabag
- Brett Gelman: Martin, el marit de la Claire
- Hugh Skinner : Harry, ex de Fleabag
- Andrew Scott: el capellà (temporada 2)
- Ben Aldridge: un dels xicots de Fleabag (temporada 1)
- Hugh Dennis: el director de l’oficina bancària
- Angus Imrie : Jake, el fill d’en Martin i fillastre de la Claire
- Jamie Demetriou : el noi de l’autobús,(temporada 1)
- Kristin Scott Thomas: Belinda, dona de negocis (temporada 2)
- Ray Fearon: advocat (temporada 2)
- Christian Hillborg : Klare, el company de feina finlandès de la Claire (temporada 2)

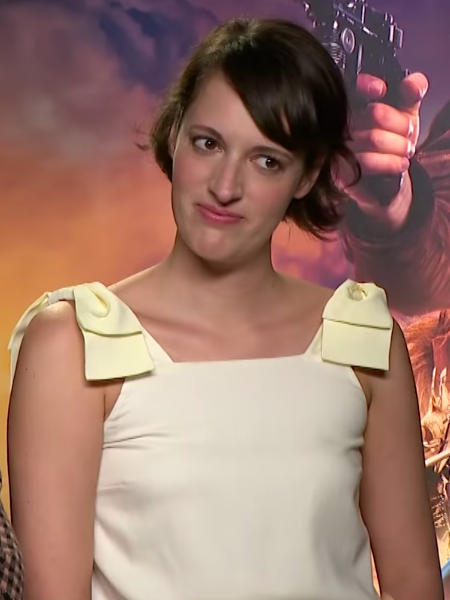
Phoebe Waller-Bridge
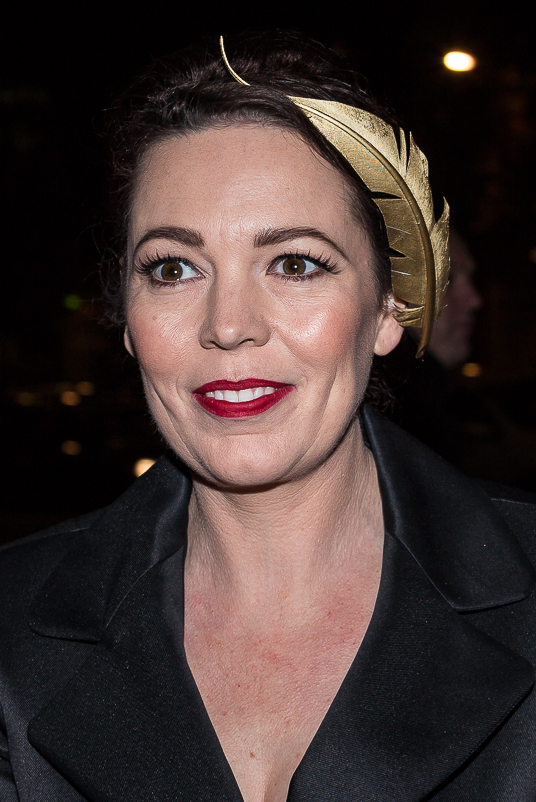
Olivia Colman
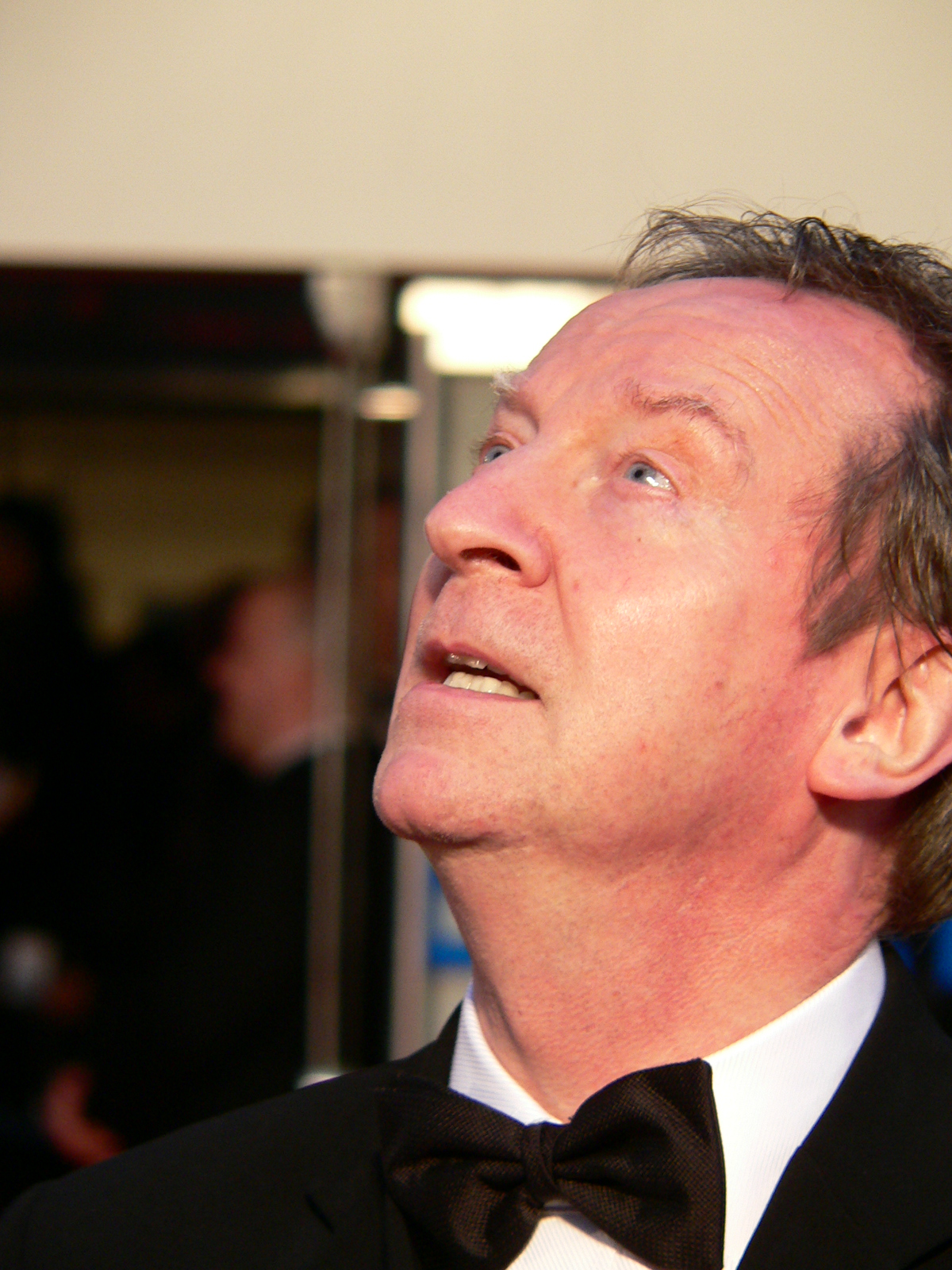
Bill Paterson
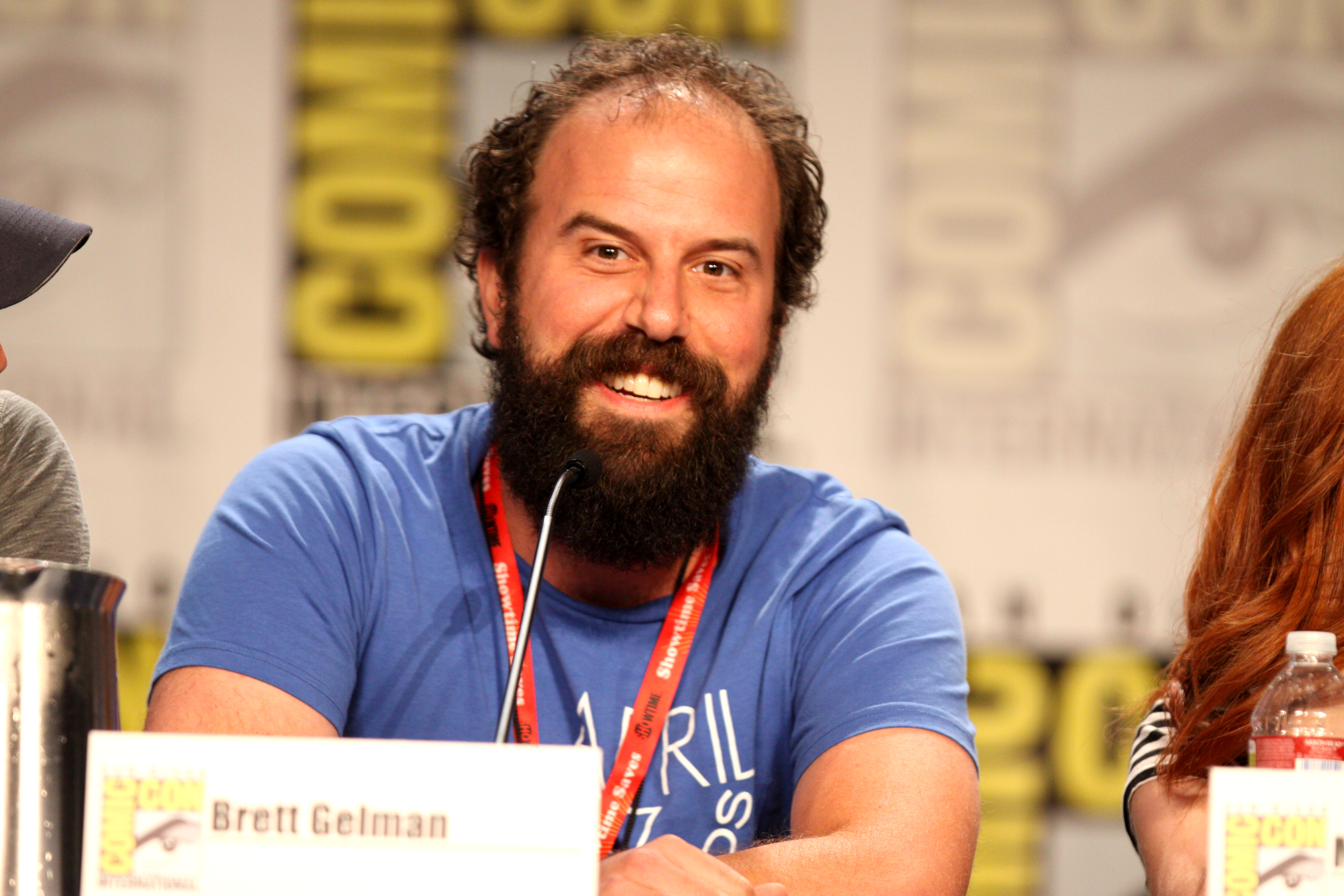
Brett Gelman

## Capítols

### Temporada 1 (2016)
| Episodi | Títol     | Director       | Guionista            | Data d’estrena        |
| ------- | --------- | -------------- | -------------------- | --------------------- |
| 1       | Episodi 1 | Tim Kirkby     | Phoebe Waller-Bridge | 21 de juliol del 2016 |
| 2       | Episodi 2 | Harry Bradbeer | Phoebe Waller-Bridge | 28 de juliol del 2016 |
| 3       | Episodi 3 | Harry Bradbeer | Phoebe Waller-Bridge | 4 d’agost del 2016    |
| 4       | Episodi 4 | Harry Bradbeer | Phoebe Waller-Bridge | 11 d’agost del 2016   |
| 5       | Episodi 5 | Harry Bradbeer | Phoebe Waller-Bridge | 18 d’agost del 2016   |
| 6       | Episodi 6 | Harry Bradbeer | Phoebe Waller-Bridge | 25 d’agost del 2016   |

### Temporada 2 (2019)
| Episodi | Títol     | Director       | Guionista            | Data d’estrena      |
| ------- | --------- | -------------- | -------------------- | ------------------- |
| 1       | Episodi 1 | Harry Bradbeer | Phoebe Waller-Bridge | 4 de març del 2019  |
| 2       | Episodi 2 | Harry Bradbeer | Phoebe Waller-Bridge | 11 de març del 2019 |
| 3       | Episodi 3 | Harry Bradbeer | Phoebe Waller-Bridge | 18 de març del 2019 |
| 4       | Episodi 4 | Harry Bradbeer | Phoebe Waller-Bridge | 25 de març del 2019 |
| 5       | Episodi 5 | Harry Bradbeer | Phoebe Waller-Bridge | 1 d’abril del 2019  |
| 6       | Episodi 6 | Harry Bradbeer | Phoebe Waller-Bridge | 8 d’abril del 2019  |

## Al voltant de la sèrie

### Crítiques
| Temporada | Temporada | Resposta de la crítica | Resposta de la crítica |
| Temporada | Temporada | Rotten Tomatoes        | Metacritic             |
| --------- | --------- | ---------------------- | ---------------------- |
|           | 1         | 100% (40 reviews)      | 88/100 (19 reviews)    |
|           | 2         | 100% (92 reviews)      | 96/100 (21 reviews)    |

Tant la primera com la segona temporada de Fleabag obtenen un 100% de valoracions positives a l'agregador Rotten Tomatoes, que la considera ‘intel·ligent i viciosament divertida (…). Una comèdia salvatge i fantàstica sobre una jove complicada, que pateix les seqüeles d’un trauma’. Quan a l’audiència, la primera temporada va agradar a un 92%, i va pujar a un 93% pel que fa a la segona temporada. A Metacritic la primera temporada obté una puntuació de 88 sobre 100 basada en l'opinió de 19 crítics i un 8,0 segons l'opinió dels usuaris. La valoració de la segona temporada és del 96 sobre 100 basada en l’opinió de 21 crítics, obtenint un 8,6 segons l’opinió de 221 usuaris.
Per Eulàlia Iglesias, del diari Ara, ‘amb Fleabag vam descobrir una autora hilarant i sexi, que entroncava amb la llarga tradició d’un humor britànic on s'apleguen la fina ironia, la rèplica ràpida i aguda, i una certa insolència’ Lucy Mangan en la seva crítica a The Guardian del primer episodi que obre la segona temporada, qualifica tant el guió de Waller-Bridge com les interpretacions d’impecables, una mitja hora ’probablement amb el millor de la comèdia-drama de televisió’

### Premis
| Any  | Premi                 | Categoria                                                              | Destinatari                                                                                                  | Resultat                     |
| 2019 | Primetime Emmy Awards | Millor sèrie de comèdia                                                | Phoebe Waller-Bridge, Harry Bradbeer, Lydia Hampson, Harry Williams, Jack Williams, Joe Lewis, Sarah Hammond | Guanyadora                   |
| 2019 | Primetime Emmy Awards | Millor actriu en sèrie comèdia                                         | Phoebe Waller-Bridge                                                                                         | Guanyadora                   |
| 2019 | Primetime Emmy Awards | Millor Direcció sèrie comèdia                                          | Harry Bradbeer                                                                                               | Guanyador per l'episodi 2.1  |
| 2019 | Primetime Emmy Awards | Millor guió de sèrie comèdia                                           | Phoebe Waller-Bridge                                                                                         | Guanyadora per l'episodi 2.1 |
| 2019 | Primetime Emmy Awards | Millor edició amb única càmera per sèrie de mitja hora                 | Gary Dollner                                                                                                 | Guanyador per l'episodi 2.1  |
| 2019 | Primetime Emmy Awards | Millor repartiment de sèrie comèdia                                    | Olivia Scott-Webb                                                                                            | Guanyadora                   |
| 2019 | Primetime Emmy Awards | Millor actriu repartiment en sèrie comèdia                             | Olivia Colman                                                                                                | Nominada                     |
| 2019 | Primetime Emmy Awards | Millor actriu repartiment en sèrie comèdia                             | Sian Clifford                                                                                                | Nominada                     |
| 2019 | Primetime Emmy Awards | Millor actriu convidada de sèrie comèdia                               | Fiona Shaw                                                                                                   | Nominada                     |
| 2019 | Primetime Emmy Awards | Millor actriu convidada de sèrie comèdia                               | Kristin Scott Thomas                                                                                         | Nominada                     |
| 2019 | Primetime Emmy Awards | Millor direcció de fotografia amb única càmera per sèrie de mitja hora | Tony Miller                                                                                                  | Guanyador per l'episodi 2.1  |
| 2020 | Globus D'Or           | Millor sèrie de televisió musical o comèdia                            | Fleabag | Guanyadora                   |
| 2020 | Globus D'Or           | Millor actriu sèrie de televisió musical o comèdia                     | Phoebe Waller-Bridge                                                                                         | Guanyadora                   |
| 2020 | Globus D'Or           | Millor actor sèrie de televisió                                        | Andrew Scott                                                                                                 | Nominat                      |